# ان‌جی‌سی ۳۵۰
ان‌جی‌سی ۳۵۰ (انگلیسی: NGC 350) نام یک کهکشان عدسی در صورت فلکی نهنگ است.